# DJ Novus
DJ Novus właśc. Markus Schaffarzyk (ur. 7 listopada 1976 w Bawarii) – niemiecki didżej i producent muzyczny polskiego pochodzenia. Znany głównie jako członek grupy Groove Coverage.

## Życiorys
Markus urodził się 7 listopada 1976 roku w bawarskim klasztorze. Polskie pochodzenie zawdzięcza dziadkowi, który urodził się w Katowicach. Od dzieciństwa interesował się muzyką, a swój pierwszy magnetofon otrzymał w wieku ośmiu lat. Jego ulubionymi artystami byli Madonna i Elvis Presley. W 1995 roku rozpoczął karierę jako DJ i przybrał pseudonim ,,novus'' (z łac. nowy). Niedługo później zasłynął swoim ''Hands-up-Party Trance", dzięki czemu stał się sławny na scenie muzyki Hands Up. Fani chodzili na jego występy i rezerwowali bilety w ekspresowym tempie, a DJ jeździł nawet poza Bawarię. Rok po tym poznał Axela Konrada, producenta muzycznego z Suprime Music, z którym przystąpił do współpracy i latem 2001 roku założyli oficjalnie projekt Groove Coverage.
Obecnie Markus jest dyrektorem generalnym agencji Novus Booking i cały czas jest didżejem w zespole Groove Coverage.

## Dyskografia

### Remiksy
- Alex Megane - Hurricane 09 (DJ Novus Feat. Grooveriders Remix) (2009)
- Punkrockerz - I Won't Forget You (DJ Novus Feat. Grooveriders Remix) (2008)
- Buzzy - We Are Alive! (DJ Novus Feat. Grooveriders Remix) (2009)
- DJ Valium - Keep Da Klubstyle (Novus Remix) (1999)
- Nina Stern - The Miracle of Lyoness (DJ Novus Edit-Mix) (2010)
- DJ Ace & Mc V - Move Da House (DJ Novus Favorite Cut) (1998)

### JakoGroove Coverage(Single)
- Groove Coverage - Are U Ready (1999)
- Groove Coverage - Hit Me (2000)
- Groove Coverage - God Is A Girl (2002)
- Groove Coverage - Moonlight Shadow (2002)
- Groove Coverage - Poison (2003)
- Groove Coverage - The End (2003)
- Groove Coverage - 7 Years & 50 Days (2004)
- Groove Coverage - Runaway (2004)
- Groove Coverage - She (2004)
- Groove Coverage - Holy Virgin (2005)
- Groove Coverage - 21st Century Digital Girl (2006)
- Groove Coverage - On The Radio (2006)
- Groove Coverage - Because I Love You (2007)
- Groove Coverage - Innocent (2010)
- Groove Coverage - Angeline (2011)
- Groove Coverage - Think About The Way (2012)
- Groove Coverage - Riot On The Dancefloor (2012)
- Groove Coverage - Tell Me (2014)
- Groove Coverage - Million Tears (2015)

### Jako Groove Coverage (Remiksy)
- Chupa - Arriba (Groove Coverage Remix)  (2001)
- DJ Valium - Bring The Beat Back! (Groove Coverage Remix) (2002)
- X-Perience - It's A Sin (Groove Coverage Remix)  (2002)
- Special D. - Come With Me (Groove Coverage Remix) (2002)
- Silicon Bros. - Million Miles From Home (Groove Coverage Remix) (2002)
- Seven - Spaceman Came Travelling (Groove Coverage Remix) (2003)
- Dj Cosmo Meets Digital Rockers – Love Song (Groove Coverage Remix) (2003)
- Sylver - Livin My life (Groove Coverage Remix) (2003)
- Mandaryna - Here i go again (Groove Coverage Remix) (2004)
- Sylver - Love Is An Angel (Groove Coverage Remix) (2004)
- Baracuda - Ass Up! (Groove Coverage Remix) (2005)
- Max Deejay vs. Dj Miko - What's Up (Groove Coverage Remix) (2006)
- N-Euro - Lover On The Line (Groove Coverage Remix) (2006)
- Melanie Flash - Halfway To Heaven (Groove Coverage Remix) (2007)
- Baracuda - La Di Da (Groove Coverage Remix) (2007)
- Arnie B - Another Story (Groove Coverage Remix) (2008)
- Master Blaster - Everywhere (Groove Coverage Remix) (2008)
- DJ Goldfinger - Love Journey Deluxe (Groove Coverage Remix) (2008)
- Nina - No More Tears (Groove Coverage Remix) (2008)
- Arsenium - Rumadai (Groove Coverage Remix) (2008)
- Ayumi Hamasaki - Vogue (Groove Coverage Remix) (2011)
- Within Temptation - Sinéad (Groove Coverage Remix) (2011)
- Kim Wilde - It's alright (Groove Coverage Remix) (2011)
- DJane Housekat feat. Rameez - My Party (Groove Coverage Remix) (2012)
- Jam & Spoon - Right In The Night (Groove Coverage Remix) (2013)
- DJane Housekat feat. Rameez - Ass up (Groove Coverage Remix) (2016)